# 한국전통무형문화재진흥재단
한국전통무형문화재진흥재단은 전통문화와 무형문화재의 진흥․발전 및 국민의 생활문화정착 및 국제화를 통한 보전·선양을 위하여 2005년 7월 11일 설립된 문화체육관광부 소관의 재단법인이다. 사무실은 서울시 영등포구 여의도동 17-1 금산빌딩 703에 있다.

## 주요 사업
- 무형문화재와 관련된 실태 파악 및 학술조사 연구
- 외국무형문화재의 전통문화 파악 및 우리나라와의 비교
- 무형문화재 발전 및 진흥을 위한 정책개발 및 정책대안 제시
- 무형문화재의 보급 선양을 위한 교육 훈련, 학술세미나 개최 등